# Giả thuyết nhà du hành thời gian
Giả thuyết nhà du hành thời gian, còn gọi là UFO viễn khách thời gian, con người tương lai, mô hình ngoài thời gian và thuyết Kẻ hủy diệt là đề xuất cho rằng vật thể bay không xác định (UFO) là con người du hành từ tương lai bằng công nghệ tối tân. Một số nhân vật nổi bật công khai giả thuyết này gần đây, chẳng hạn như kỹ sư hàng không vũ trụ về hưu của NASA Larry Lemke, nghị sĩ Wisconsin Mike Gallagher, và nhà làm phim người Mỹ Steven Spielberg.
Giới học giả chính thống nhận định giả thuyết này là cực kỳ khó tin và thường được coi là không chính thống ngay cả trong số những nhà lý thuyết âm mưu bên lề cho rằng UFO là tàu vũ trụ ngoài hành tinh hoặc hiện tượng liên chiều.

## Tổng quan